# Powiat de Grodzisk Wielkopolski
Ne doit pas être confondu avec Powiat de Grodzisk Mazowiecki.
Le powiat de Grodzisk Wielkopolski (en polonais : powiat grodziski) est un powiat appartenant à la voïvodie de Grande-Pologne, dans le centre-ouest de la Pologne.
Elle est née le 1er janvier 1999, à la suite des réformes polonaises de gouvernement local passées en 1998. 
Le siège administratif du powiat est la ville de Grodzisk Wielkopolski, qui se trouve à 42 kilomètres au sud-ouest de Poznań, capitale de la voïvodie de Grande-Pologne. Le powiat possède deux autres villes, Rakoniewice, située à 13 kilomètres au sud-ouest de Grodzisk Wielkopolski, et Wielichowo, située à 13 kilomètres au sud de Grodzisk Wielkopolski.
Le district couvre une superficie de 643,72 kilomètres carrés. En 2013, sa population totale est de 50 971 habitants, avec en 2014 une population pour la ville de Grodzisk Wielkopolski de 14 392 habitants, en 2014 pour la ville de Rakoniewice de 3 522 habitants, en 2014 pour la ville de Wielichowo de 1 757 habitants, et une population rurale de 31 354 habitants en 2013.

## Division administrative

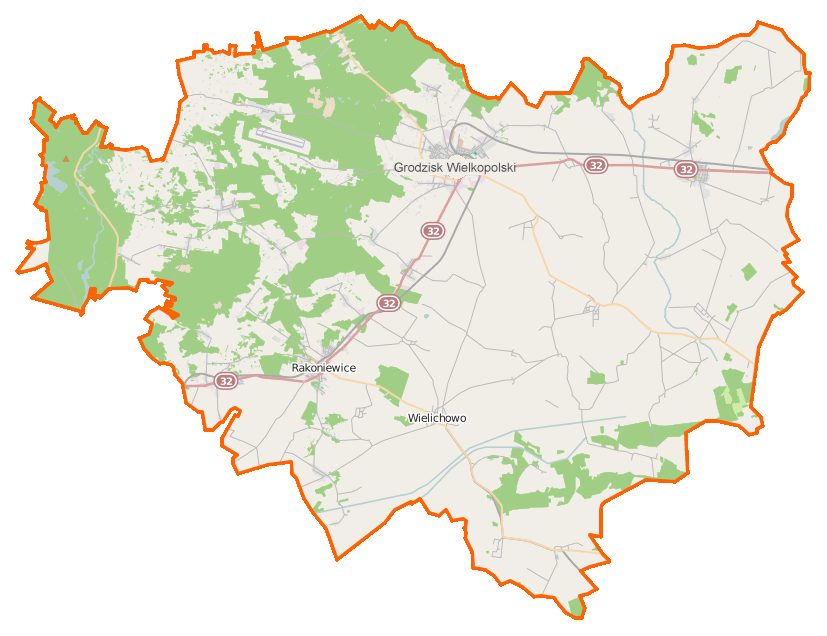
Plan du powiat.

Le powiat est divisé en 5 gminy (communes) :
| Gmina                 | Type         | Superficie (km²) | Population (2006) | Siège                 |
| Grodzisk Wielkopolski | urbain-rural | 134,5            | 18 616            | Grodzisk Wielkopolski |
| Rakoniewice           | urbain-rural | 201,2            | 12 515            | Rakoniewice           |
| Wielichowo            | urbain-rural | 107,4            | 6 894             | Wielichowo            |
| Kamieniec             | rural        | 132,2            | 6 498             | Kamieniec             |
| Granowo               | rural        | 68,4             | 4 921             | Granowo               |

## Démographie
Données du 30 juin 2013 :
| Description | Total  | Total | Femmes | Femmes | Hommes | Hommes |
| ----------- | ------ | ----- | ------ | ------ | ------ | ------ |
| Unité       | Nombre | %     | Nombre | %      | Nombre | %      |
| Population  | 50 919 | 100   | 25 557 | 50,19  | 25 362 | 49,81  |
| Urbain      | 19 565 | 38,42 | 9 994  | 19,63  | 9 571  | 18,80  |
| Rural       | 31 354 | 61,58 | 15 563 | 30,56  | 15 791 | 31,01  |

## Histoire
De 1975 à 1998, les différents gminy du powiat actuelle appartenait administrativement  à la voïvodie de Poznań.

Le powiat de Grodzisk Wielkopolski est créée le 1er janvier 1999, à la suite des réformes polonaises de gouvernement local passées en 1998 et est rattachée à la voïvodie de Grande-Pologne.